# Lil' Kim
 Kimberly Denise Jones (Brooklyn, 11 de julho de 1974), mais conhecida pelo nome artístico Lil' Kim, é uma rapper, compositora, atriz e modelo norte-americana. Ela nasceu e foi criada na cidade de Nova York e viveu grande parte de sua adolescência nas ruas após ser expulsa de casa. Na sua juventude, ela fazia freestyle rap, influenciada por artistas de hip-hop como MC Lyte e The Lady of Rage. Em 1994, ela foi descoberta pelo rapper The Notorious B.I.G., que a convidou para fazer parte de seu grupo Junior M.A.F.I.A.; o álbum de estreia do grupo, Conspiracy, gerou dois singles top vinte nos Estados Unidos e recebeu o certificado de ouro pela Recording Industry Association of America (RIAA).
O álbum de estreia de Lil' Kim, Hard Core (1996), recebeu o certificado de platina dupla em março de 2001. Desde seu lançamento, vendeu mais de seis milhões de cópias mundialmente e produziu três singles de sucesso: "No Time", "Not Tonight (Ladies Night)" e "Crush on You". Na época, Hard Core teve a maior estreia de um álbum de rap feminino nos Estados Unidos. Seus álbuns seguintes, The Notorious K.I.M. (2000) e La Bella Mafia (2003) também receberam o certificado de platina. Em 2001, Lil' Kim alcançou o topo da Billboard Hot 100 com a canção "Lady Marmalade" (uma regravação do single de 1974 de LaBelle), ao lado de Christina Aguilera, Mýa e Pink. A canção também lhe rendeu um Grammy Award na categoria de Melhor Colaboração Pop com Vocais. Outros singles notáveis desse período incluem "The Jump Off" e "Magic Stick", o último tendo alcançando a segunda posição da Billboard Hot 100, tornando-se seu segundo single de maior sucesso na tabela como artista principal.
Em 2005, Lil' Kim cumpriu pena de um ano de prisão por mentir a um júri sobre o envolvimento de seus amigos em um tiroteio quatro anos antes. Durante seu encarceramento, seu quarto álbum de estúdio, The Naked Truth, foi lançado com avaliações positivas da crítica. Um reality show cobrindo sua sentença, Lil' Kim: Countdown to Lockdown, estreou no BET em 2006. Ela então lançou sua primeira mixtape, Ms. G.O.A.T. (2008), e voltou aos olhos do público em 2009 com sua aparição no Dancing with the Stars. Ao longo da década de 2010, ela continuou lançado músicas e se apresentando esporadicamente, colaborando com artistas como Faith Evans, Remy Ma e Fabolous. Seu quinto álbum de estúdio, 9, foi lançado em 2019.
Lil' Kim já foi referida como a "Rainha do Rap", bem como pelo seu apelido "Queen Bee", por múltiplos meios de comunicação. Ela vendeu mais de 15 milhões de álbuns e 30 milhões de singles mundialmente. Suas canções "No Time", "Big Momma Thang" e "Not Tonight (Ladies Night)" foram incluídas na lista das 50 Melhores Canções Femininas de Rap da revista Complex. Em 2012, ela foi classificada na 45ª posição da lista das Melhores Mulheres da Música feita pela VH1, a segunda maior posição de uma rapper feminina.
Além da música, ela também é conhecida por sua abordagem luxuosa e arriscada da moda, que inspirou muitos artistas; ela foi citada como um ícone da moda. Sua colaboração com a famosa artista de unhas Bernadette Thompson para o design "Money Nails" de 1999 que ela usou é creditada por trazer a intrincada arte das unhas para a moda convencional e foi exibida no Museu de Arte Moderna. Lil' Kim é conhecida por ajudar as mulheres a abraçar sua "sexualidade e feminilidade" de uma forma que contrastava fortemente com outras artistas femininas na época.

## Vida e carreira

### Início da vida e começo da carreira

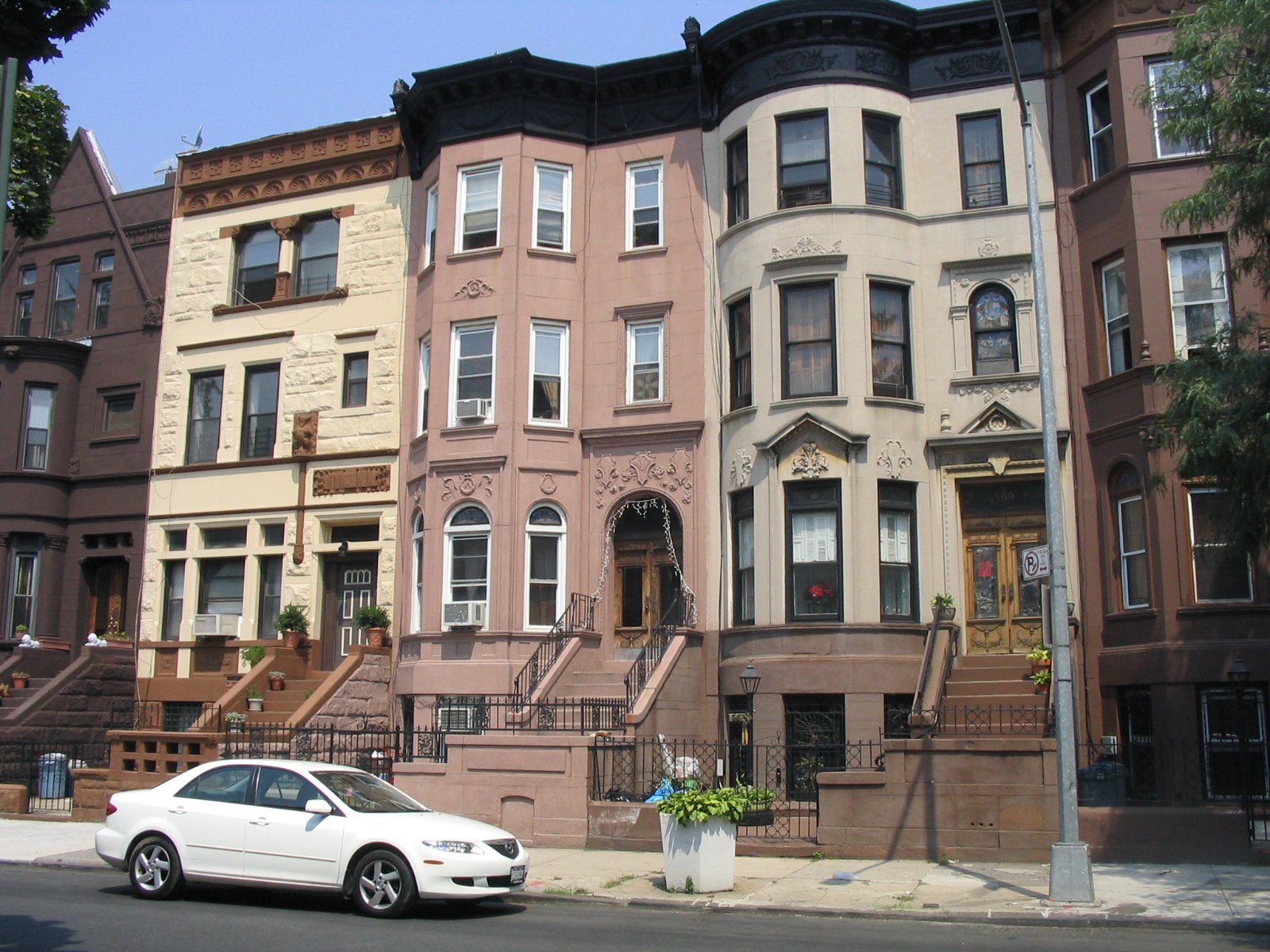
Residencias de Bedford-Stuyvesant, bairro natal da cantora.

Lil' Kim nasceu no bairro Bedford-Stuyvesant no Brooklyn, Nova York, foi a segunda filha de Liwood Jones (ex- fuzileiro naval dos EUA) e Ruby Jones, tendo um irmão mais velho chamado Christopher Jones. Kimbely foi criada por seus pais durante uma parte de sua infância. Após o divorcio de seus pais quando ainda tinha apenas nove anos, ela foi morar com o pai, que acabou expulsando Kim de casa quando ela ainda era uma adolescente por conta da relação conturbada entre os dois. Ápos isso, Kim passou a viver com seus amigos e, ocasionalmente, nas ruas.
Ainda na adolescência, Kimberly chegou a trabalhar em uma loja, onde certo dia, se cruzou com Biggie Smalls pelas avenidas, onde logo depois, se conheceram e tiveram uma relação amorosa, Biggie foi uma figura chave tanto em sua vida pessoal e artística, que mais tarde, ganhou popularidade e influência através de seu relacionamento com a Bad Boy Records, fundada por Sean "Puff Daddy" Combs.
Kim frequentou a escola Sarah J. Hale Vocational High School por dois anos e meio. Antes de concluir os estudos, Kim decidiu se transferir para Brooklyn College Academy para terminar o restante dos anos, e por lá, acabou estudando junto aos seus colegas e futuros parceiros de indústria Nas e Foxy Brown. Após um bom tempo de namoro com Biggie, Kim por acaso, acabou chamando á atenção do rapper com seu grande potencial para fazer rimas, e então ele a ajudou no início de sua carreira.

### Junior M.A.F.I.A. eHard Core(1994 - 1999)
Em 1994, quando tinha 18 anos, o rapper B.I.G. foi fundamental na introdução e promoção do grupo do Brooklyn, Junior M.A.F.I.A., que acabou incluindo Lil' Kim, além de inserir seus vocais em seu álbum de estreia "Ready to Die" em faixas como "Intro", "Friend of Mine" e "Fuck Me". O primeiro álbum e único de Junior M.A.F.I.A. com Kim, foi intitulado "Conspiracy" lançado em 1995. Três singles vieram dele: "Player's Anthem" (alcançou a posição #7 na Billboard Hot R&B/Hip-Hop Songs gráfico e #2 no Rap Hot preferidas gráfico), "I Need You Tonight" (#43 R&B, #12 Rap), e "Get Money" (#17 na Billboard Hot 100, #4 R&B, #2 Rap). A RIAA, certificou o álbum Conspiracy, Platina em 6 de dezembro de 1995, marcando a venda de 1.000.000 de unidades. "Player's Anthem" e "Get Money" foram certificados ouro e platina, respectivamente. Com a popularidade do grupo, Kim descidiu iniciar uma carreira solo logo após que o álbum Conspiracy foi lançado, e ela começou a trabalhar no que viria a ser seu primeiro álbum Hard Core no final de 1995.
Em 12 de Novembro de 1996, estreava Hard Core. O álbum alcançou a posição #11 na Billboard 200, a maior estreia para um álbum feminino rap naquele tempo. Também alcançou a posição #3 no Billboard's Top R&B Albums, vendendo 78.000 cópias em sua primeira semana de lançamento. Em uma reunião de acionistas da Warner Bros Records, ativista C. Delores Tucker criticou o rótulo "para produzir essa imundície", referindo-se a percepção de conteúdo gráfico sexual em letras de Kim. Hard Core foi certificada dupla platina pela RIAA em 14 de Março de 2001 depois de ter sido certificado ouro em 6 de janeiro de 1997 e platina em 3 de Junho de 1997. O primeiro single do álbum "No Time" alcançou o primeiro lugar da Billboard Hot Rap Tracks e foi certificado ouro pela RIAA. O segundo single "Crush on You", chegou ao número #6 no Hot 100 e #2 na parada de rap. O terceiro single foi um remix da faixa do álbum "Not Tonight" junto com Missy Elliott, Angie Martinez, Da Brat e Left Eye do TLC, que fez parte da trilha sonora do filme Nothing to Lose, onde um ano depois em 1998, foi nomeado para o Grammy Awards e ganhou um disco de platina.
Em 1997, Jones promoveu seu álbum Hard core através da turnê de Puff Daddy, "Way Out tour", e em 1998 tornou-se um dos maiores passeios bilheteria de Hip-Hop de todos os tempos, arrecadando cerca de US$16 milhões. De 1998 a 1999, Kim continuou seu caminho para o estrelato sob a gestão do melhor amigo do B.I.G., Damion "D-Roc" mordomo "Roc Management", de turismo e de modelagem de moda e diversas empresas de cultura pop, incluindo doces, Versace, Iceberg, e Baby Phat. E no mesmo ano, em 1999, Lil' Kim lançou sua própria gravadora Queen Bee Entertainment.

### The Notorious K.I.M.(2000 - 2002)
Em 27 de junho de 2000, Jones lançou seu segundo álbum The Notorious K.I.M., o álbum marcou uma nova imagem e olhar para a renovada rapper. Apesar do sucesso limitado de seus singles, o álbum estreou como número #4 na Billboard 200 e número #1 na Hot R&B/Hip-Hop Songs, vendendo 229.000 cópias em sua primeira semana. Foi disco de platina pela RIAA, quatro semanas após seu lançamento. O álbum vendeu 4 milhões de cópias mundialmente. Em 2001, Lil 'Kim juntou-se com Christina Aguilera, Pink, Mya e regravar "Lady Marmalade", que foi originalmente escrito sobre um bordel em New Orleans e realizado pelo grupo Labelle (que incluía a diva Patti LaBelle) 25 anos antes. A canção foi gravada para a trilha sonora do filme Moulin Rouge!, lançado em abril de 2001, e ficou em # 1 na Billboard Hot 100, durante cinco semanas. A canção também foi # 1 em 50 países ao redor do mundo. Esta foi uma grande realização para a batida do sexo feminino, bem como para Kim, que marcou seu primeiro # 1 Hot 100 hit e se tornou a primeiro rapper feminina na história a atingir o #1 no Billboard Hot 100 charts. "Lady Marmalade" foi a chave para Kim receber seu primeiro Grammy Award.
Após isso, Kim também se apresentou em outro dois singles de sucesso internacional. "In the Air Tonite" (de 2001), fez um remix da música Phil Collins, "In the Air Tonight" em dueto com Collins, foi lançado como um single do álbum de tributo Collins, "Urban Renewal". O segundo single, "Kimnotyze", foi lançado como o primeiro single do álbum de compilação batida do produtor musical DJ Tomekk, "Of Life, Vol 1." Foi lançado apenas na Suíça, Áustria e Alemanha. A canção foi um sucesso, tornando-se Jones terceira vez consecutiva top 10 hit na Alemanha após seu número #5 no hit "Lady Marmalade".
Em 2002, Jones gravou um novo tema de entrada para a lutadora Trish Stratus, intitulada "Time to Rock 'n Roll", através da World Wrestling Entertainment (WWE), a canção foi usada durante as transmissões das lutas de Trish. O single foi lançado no "WWE Anthology", uma compilação de tema de entrada de música para vários superstars wrestling profissionais. Jones lançou a música buzz "Whats The Word" em meados de 2002. Apesar de não ter uma versão oficial, ele passou a pico no número #9 na Bubbling Under R&B/Hip-Hop Singles Chart. Mais tarde foi lançado na edição japonesa de seu terceiro álbum de estúdio, La Bella Mafia, como uma faixa bônus.

### La Bella Mafia(2003 - 2004)
Em 4 de março de 2003, Kim lançou seu terceiro álbum aclamado pela crítica, La Bella Mafia. Altamente avaliado (4,5 mics) pela revista de música The Source, La Bella Mafia gerou o hit "The Jump Off", com Mr. Cheeks, que subiu para o número 16 na Billboard Hot 100. O single "Magic Stick" com 50 Cent, hit #2 no Hot 100 sem um vídeo que já estáva sendo rodado, quase em primeiro lugar, permanecendo lá por três semanas. A canção nunca teve um lançamento comercial ou um vídeo da música, mas foi bem sucedida devido à alta nas rádios, chegando ao número 1 em outdoors Airplay. La Bella Mafia estreou no número 5 na Billboard 200, vendendo 166.000 cópias em sua primeira semana, dando a Kim seu segundo consecutivo top 5 álbum. O álbum recebeu críticas positivas dos críticos, recebendo uma pontuação de 65 no Metacritic . Um zumbido único, "Came Back For You", foi lançado antes do álbum, o vídeo da música para a música foi apresentada a realidade da personalidade de televisão Victoria Gotti. Um terceiro US único single, "Thug Luv", com Twista, foi lançado no último trimestre de 2003 a um pico no número 60 em outdoors Hot R&B/Hip-Hop Músicas gráfico. O álbum foi disco de platina em os EUA, a venda de mais de 1,1 milhões de cópias. Jones promoveu o álbum com uma série de concertos, que também contou com DMX e Nas. Kim foi nomeado para cinco Source Awards e ganhou dois ("Hip-Hop Artista Feminina do Ano" e "Melhor Single Feminino do Ano"). O álbum também tem duas indicações ao Grammy de Melhor Performance Solo de Rap Feminino ("Came Back For You") e Melhor Colaboração Rap ("Magic Stick"). Kim também foi nomeada para Melhor Colaboração Pop com a cantora Christina Aguilera para a canção "Can't Hold Us Down", do álbum de Aguilera Stripped. No mesmo ano, em 2003,  Kim gravou um tema de nova entrada para a então World Wrestling Entertainment (WWE) Women's Champion Trish Stratus, intitulado "Time to Rock' n Roll", que foi usado durante transmissões, até a aposentadoria Stratus. O single foi lançado pela WWE Anthology, uma compilação de música de entrada do tema para vários superstars wrestling profissional. Kim foi considerada a maior artista Hip-Hop do ano.
O álbum vendeu mais de 5 Milhões de cópias mundialmente.
Greg Thomas, um professor de Inglês na Universidade de Syracuse , começou a ensinar "Hip-Hop Exu: Queen Bitch Lyricism 101". A própria Kim era uma oradora convidado na escola. O professor Thomas considerado as letras de Kimberly "a arte com as mais profundas política sexual que eu já vi em qualquer lugar." David Horowitz criticou o curso como "degenerescência acadêmica e declínio". Kim também fez uma aparição no multi videogame platform Def Jam: Fight for NY. Kim fornecida voice-overs para sua parte na história, onde o jogador pode lutar contra um adversário a ter Kim como sua namorada. Em 2004, Jones gravou um cover de "These Boots Are Made for Walkin'", que foi usada como tema de abertura para a série realidade de Victoria Gotti Growing Up Gotti. No mesmo ano, Jones foi destaque no remix de "Naughty Girl", de Beyoncé Knowles . Em dezembro de 2004, Jones começou a gravar um piloto para um reality show da VH1 intitulado 718 Makeover. O 718 no título é o código de área para Brooklyn, onde Jones cresceu. O show nunca fez isso para o ar.

### The Naked TrutheMs. G.O.A.T.(2005 - 2008)

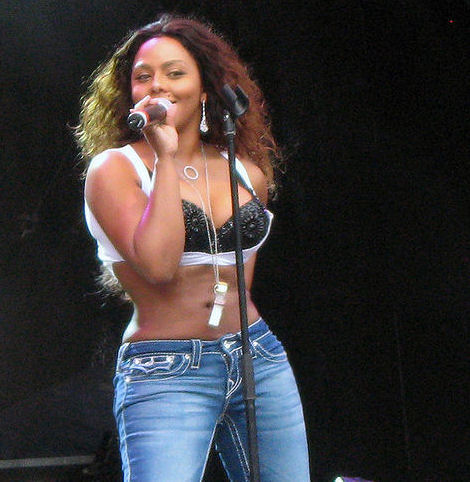
Lil' Kim performando no festival "Way Out West" em 2008.

Kim lançou um quarto álbum, The Naked Truth, em 27 de setembro de 2005, enquanto cumpria uma pena de prisão federal. Isso lhe rendeu uma avaliação 5 mic da fonte, a rapper fazendo dela a única mulher que alguma vez receber uma classificação de 5 mic. O álbum estreou na posição #6 da Billboard 200 charts, dando Kim sua Terceira estreia Top 10 nas paradas. The Naked Truth não vendeu bem como seus trabalhos anteriores, vendendo menos de 400.000 cópias. Kim disse que a sua sentença de prisão a deixou sem tempo para promover o projeto. Havia muitos rumores sobre uma nova versão, mas sem sucesso. Ela cumpriu a pena a partir do dia 20 de setembro de 2005, e foi liberada dois meses mais cedo por bom comportamento, liberada em 3 de julho de 2006.
O primeiro single, "Lighters Up" foi o número um em 106 & Park do BET em duas semanas. "Lighters Up", foi um hit Top 10 da Billboard Hot R&B/Hip-Hop Singles & Tracks. O single também alcançou o #76 no gráfico alemão de singles, número 12 no UK Top 75 e #4 no gráfico único da Finlândia. O segundo single, "Whoa" foi lançado em 17 de fevereiro de 2006. Chegou a nº 22 no Airplay. Em 9 de março de 2006, estreou o show BET Lil' Kim: Countdown to Lockdown, que foi filmado antes de Jones ser dirigida para a prisão. O show se tornou a estreia mais bem sucedida na história do BET, com média de 1,9 milhões de telespectadores. Em maio de 2006, Debbie Harry lançou uma música em homenagem a Lil' Kim, chamada de "Dirty and Deep" em protesto contra sua condenação, a canção estava disponível gratuitamente a partir de seu site oficial.
O The Dance Remixes, seu primeiro álbum de compilação foi lançada em 6 de junho de 2006. O álbum contou com remixes de músicas de The Naked Truth e Hard Core. A tiragem limitada lançado apenas em os EUA, que não recebeu nenhuma promoção, devido a kim estar na prisão no momento da libertação, e não conseguiu traçar. Em 31 de agosto de 2006, Jones apresentou o prêmio de Melhor Vídeo Masculino nos MTV Video Music Awards de 2006, que marcou a sua primeira aparição na televisão desde que foi libertado da prisão. Ela também fez aparições no seriado The Pussycat Dolls Present: The Search for the Next Doll e Pussycat Dolls Present em 2007 e 2008 como uma juíza.
Em janeiro de 2008, Jones anunciou que tinha saído da Atlantic Records, escolhendo para liberar projetos futuros de forma independente. Ela afirmou que ela não tinha ressentimentos em relação a Atlantic, mas se sentiu mais confortável em seu conhecimento do negócio da música para fazer isso sozinha. Jones lançou seu primeiro mixtape, Ms. G.O.A.T., um acrônimo para "Greatest of All Time", em 3 de junho de 2008, assim como seu primeiro esforço desde que foi libertada da prisão. Articulação com os colaboradores do passado, como Mister Cee e Trackmasters, bem como a G-Unit do próprio DJ Whoo Kid, Ms. G.O.A.T. mostra Kim com suas habilidades como feminina. Foi produzido pela New York City DJs senhor Cee e DJ Whoo Kid. Entre os críticos, a mixtape recebeu críticas positivas. Tem sido chamado de uma representação do retorno de Jones para as ruas. Tito Salinas de All Hip Hop diz "Lil 'Kim mostra que seu tempo atrás das grades não enferrujaram toda a sua presa para longe na Ms. G.O.A.T", Por outro lado, Ehren Gresehover de New York Mag diz que, embora uma das faixas "The Miseducation de Lil 'Kim" não é ruim, ele desejou que era Lauryn Hill, que estava fazendo um retorno em seu lugar. Ela pisa com 23 faixas em homenagem a seus heróis, como Lauryn Hill e MC Lyte. Além disso, ela liga em vários remixes oficiais com algumas das estrelas mais quentes de hoje. O álbum vendeu mais de 2,5 milhões mundialmente.

### Dancing With The StarseBlack Friday(2009 - 2011)
Lil 'Kim apareceu na oitava temporada do show "Dancing with the Stars", que começou em 9 de março de 2009. Ela foi emparelhada com o dançarino profissional Derek Hough, até que o casal foi eliminado em 5 de maio de 2009, colocando-a em quinto lugar de todas as treze concorrentes nessa temporada. Durante a segunda semana de temporada, o juiz Len Goodman disse que ela "deve ter um booty biônico", um apelido que, como juiz companheiro Bruno Tonioli veio devido à sua performance de dança selecionados naquela noite.
Em 10 de março de 2009, a música "Girls" do cantor coreano, Se7en com Lil' Kim foi lançado através de lojas digitais para sua estreia nos E.U.A. Kim apareceu no vídeo da música que foi lançada no mesmo dia. "Girls" foi produzida por Darkchild. Em 24 de março de 2009, Kim lançou a canção "Download", com os cantores de R&B T-Pain e Charlie Wilson, Download foi escrita por Lil' Kim e T-Pain e produzida por Trackmasters. As amostras de música "Computer Love" pela Zapp. Atingindo um máximo de número 21 na Billboard Hot R&B/Hip-Hop canções. Ele finalmente chegou ao top 10 E.U. Urban airplay de rádio e subiu para # 10. Em 16 de fevereiro de 2010, a canção de Ludacris "Hey Ho", que contou com Kim, foi lançada como um single promocional para o seu sétimo álbum de estúdio Battle of the Sexes. Em junho de 2010, Jones começou sua excursão de 2010, sua primeira turnê desde 2000. Ela levou em todos os EUA, bem como no Canadá e na Europa.
Kim lançou seu segundo mixtape Black Friday, em 14 de fevereiro de 2011. O vídeo para a faixa-título foi lançado em 16 de fevereiro de 2011. A mixtape recebeu críticas negativas na maior parte dos críticos. Foi feito disponível para compra via PayPal com as primeiras 100 mil cópias vendidas assinadas pela rapper. Em maio de 2011, Jones realizada na África do Sul como parte do festival de música ZarFest ao lado de Fat Joe, Timbaland e Ciara. Em 19 de junho de 2011, Jones apresentou ao lado de membro do G-Unit Shawty Lo e sugeriu uma possível relação de trabalho com registros de G-Unit. Naquele mesmo mês, a canção Jones, junto com Rick Ross, foi destaque na intitulado "Anything (To Find You)", pela cantora de R&B Monica. A canção, que mostra The Notorious B.I.G. em "Who Shot Ya?", inicialmente destacados apenas por Kim, mas seu segundo verso foi removido para dar espaço para Ross. Seus vocais foram depois removidos totalmente, devido a problemas contratuais com o espólio de B.I.G. Em agosto de 2011, Jones realizou quatro datas na Austrália como parte do Festival WinterBeatz ao lado de Fabolous, Mario, 50 Cent e G-Unit . Durante data de 17 de agosto em Perth, ela se juntou com 50 Cent no palco para uma performance de "Magic Stick". Foi a primeira vez que o casal tinha cantou a música juntos. Em 28 de novembro de 2011, Jones lançou um único zumbido chamado "I Am Not the One". Ela também anunciou que iria lançar um EP, mas foi mais tarde arquivado por razões desconhecidas.

### Outros projetos eHard Core 2K14(2012 - 2014)
No Dia dos Namorados em 2012, Jones lançou a música "If You Love Me", produzido por Prince Saheb da Knockout Entertainment, como um presente para seus fãs. Naquele mesmo mês, foi anunciado que ela iria fazer seu retorno aos palcos no BET Rip the Runway. Ela marcou sua primeira apresentação televisionada em anos. Em março de 2012, durante uma entrevista à MTV Sucker Free, Kim revelou que as questões contratuais com duo de produção Trackmasters foram a razão por trás de seu atraso no álbum, dizendo "... contratualmente, pelos tribunais, eu não poderia gravar qualquer música - eu não era suposta de colocar qualquer música para fora." Em 23 de março de 2012, a canção "Keys To The City", uma colaboração com Young Jeezy, vazou na a Internet. Kim mencionada pela primeira vez a canção durante uma entrevista com RapFix da MTV, dizendo: "Eu tenho uma música com outra celebridade que eu sei que o mundo e os meus fãs vão amar... É da vintage Kim misturado com a nova Kim." Durante a mesma entrevista RapFix, Jones também revelou outra canção, intitulada "I'm Ready", que ela espera fazer com o rapper 50 Cent. Jones também comentou sobre a direção de sua música, dizendo que ela estava em "modo de Kanye West", acrescentando: "... Você faz o que você quer fazer ... é tudo sobre tendo chances". Jones começou a seu retorno com a turnê intitulada Return of the Queen Tour em 17 de Maio de 2012, para comentários positivos. Em uma entrevista na rádio 99 Jamz, Jones afirmou que seu próximo livro, The Price of Loyalty, está em espera para coincidir com o lançamento do seu novo álbum, Kim também revelou em 2012 que ela tinha assinado com uma futura rapper feminina para sua gravadora IRS Records, a contratada foi Tiffany Foxx.

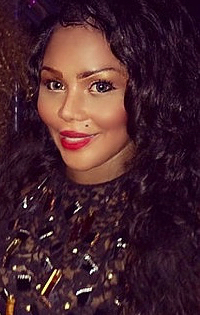
Lil' Kim em visita ao On the Run Tour de Beyoncé e Jay-Z em 2013.

Em 6 de março de 2013, Kim voltou ao rap fixo vivo e revelou que Bangladesh seria a produção executiva seu álbum com ela, e que ela tinha assinado um negócio com o ex-presidente e CEO da EMI Records, Charles Koppelman. No entanto Bangladesh declarou mais tarde em uma entrevista que "não acho que ele estava indo para trabalhar fora.". Durante uma entrevista com XXL em 26 de abril de 2013, Jones revelou que ela não tem um nome para o álbum ainda, mas o primeiro single oficial estaria fora em meados deste ano. Jones descreveu o single, produzido por Bangladesh, como "diferente" e "sobremesa". Em 11 de julho de 2013 Jones lançou o single "Looks Like Money" produzido por Rockwilder, como um download gratuito para seus fãs em seu aniversário. Em 26 de julho de 2013 Jones anunciado e lançado a arte da capa para uma nova mixtape intitulado Hard Core 2K13, que também servirá como uma sequela de seu álbum de estreia aclamado pela crítica, Hard Core. A mixtape foi originalmente previsto para ser lançado em 31 de outubro de 2013, mas por razões desconhecidas, foi empurrado para trás. Para compensar por não ter liberado a mixtape, Jones lançou os singles "Dead Gal Walking" e "Kimmy Blanco" ao público, juntamente com as tracklists da mixtape revelando colaborações com French Montana, Miley Cyrus, Jadakiss e Yo Gotti.
Em 18 de fevereiro de 2014, Jones lançou outro single de Hard Core 2K14. O single, intitulado "Haterz", traz letras por Kim e o rapper B. Ford, foi liberado em sua página no Twitter, onde os fãs podiam baixá-lo. Em abril, o single foi lançado no iTunes. Em 2 de agosto, Jones anunciou através de sua página do Twitter uma turnê por seu muito antecipado incondicional Mixtape, detalhes ainda têm de surgir sobre datas de shows ou locais. Durante todo o restante do mês de agosto, Jones lançou uma série de músicas via sua conta no Twitter: Um remix de "Flawless" Beyoncé e Nicki Minaj em 4 de agosto, "Identity Theft" em 6 de agosto, junto com alguns freestyles intitulados "Hot Nigga" em 7 de agosto, "No Flex Zone" em 26 de agosto, e um remix para a música "Fancy" de Iggy Azalea. Em 11 de setembro, o Hard Core 2K14 foi lançado como download gratuito no site oficial de Kim. Em uma entrevista com Revolt TV no mesmo dia, Jones revelou que ela, Iggy Azalea, e o Rapper T.I. estariam colaborando para uma canção em algum momento no futuro, citando "Eu não sei se ela (a canção) vai estar em meu álbum, temos outros planos para ela também. Mas, eu acho que nós vamos fazer um lançamento duplo. "Na mesma entrevista, ela explicou as razões pelas quais a mixtape foi adiada duas vezes, afirmando que "Quando o projeto era para sair, eu tinha ficado grávida, e eu não sabia. [...] Depois que me tornei totalmente grávida, eu estava trabalhando no estúdio, mas ouve um ponto que eu não podia mais trabalhar, obviamente". Em 10 de novembro, Lil' Kim marcou presença no Soul Train Awards 2014 performando a canção "Ladies Night" ao lado de suas companheiras Missy Elliott e Da Brat, onde em um telão, também apareceu o verso da falecida Lisa Left Eye Lopes.

### Lil Kim Season(2015 - presente)
Em 11 de fevereiro, Jones lançou um remix da música "Trap Queen" de Fetty Wap em sua conta oficial no SoundCloud. Em 11 de abril de 2015, Kim vazou através de suas redes sociais, um snippet de um remix da canção "Bitch Better Have My Money" de Rihanna, o remix nunca foi lançado, apenas vocais em má qualidade. Isso aconteceu logo após Rihanna performar sua canção no iHeart Radio Awards em 30 de Março com um look verde inspirado em Kim no videoclipe de "Crush on You" e na turnê "Way Out Tour", onde a barbadiana também postou uma imagem de Kim nos camarins da turnê em seu instagram com a hashtag #BBHMM em 27 de março. Em 22 de abril, Kim performou a canção "Lady Marmalade" no aniversário de 10 anos do programa Dancing With The Stars, juntamente a criadora da música Patti LaBelle e Amber Riley do seriado Glee. Lil' Kim e Amber Riley foram participantes do programa, Kim em 2009 na 8° temporada, e Amber em 2013 na 17° temporada. Em 13 de Maio, Lil' Kim anunciou em vídeo um novo reality show nomeado "Queen Bee Show", o projeto nunca foi finalizado. Em 29 de Junho Kim performou ao lado da Bad Boy Family a canção "It's All About Benjamins" no BET Awards 2015, onde três meses depois em 20 de setembro, performaram novamente a música juntos no festival da iHeartRadio Music. Em 6 de Dezembro, Kim se juntou a sua parceira Mary J. Blige e performara "I Can Love You" no Hot For The Holidays, e dois dias depois em 8 de dezembro, lançou em sua conta no SoundCloud, um remix nomeado "That Bitch", uma adaptação de "I'm Up" de Omarion, Kid Ink e French Montana, onde mais tarde, estaria em sua quarta mixtape Lil Kim Season como "I'm Dat Bitch".
Em 30 de Janeiro de 2016, Kim anunciou através de suas redes sociais um novo single promocional nomeado "#MINE", com parceria do cantor Kevin Gates, que foi lançado em 18 de Fevereiro e alcançou a posição #28 no "iTunes Top 100 Hip-Hop Songs". Em 12 de Fevereiro, Jones foi convidada para o desfile de moda da Yeezy em Nova York, junto com Kanye West, Kim Kardashian, Kris Jenner, Kylie Jenner, ASAP Rocky, Kendall Jenner e outros. O acontecimento foi filmado e incluído no episódio "A New York Family Affair" da 12° temporada de Keeping Up with the Kardashians. Em 16 de Fevereiro, Kim liberou um remix de "Panda" com Maino, do rapper novato Desiigner. Em 22 de Fevereiro, foi lançado no Vevo o videoclipe de "Action" de Diddy com Kim, Styles P e King Los, disponível em sua mixtape "MMM". Em 9 de Março, o rapper Maino lançou o single promocional "I Did It For Brooklyn" com Lil' Kim, onde dias depois em 15 de Março, Kim lançou um remix de "Summer Sixteen" do rapper Drake. Em 24 de Março, Kim anunciou sua quarta mixtape nomeada Lil Kim Season, lançada cinco dias depois. Em 31 de Março, foi lançado a regravação do hit "Get Money" (remodulado para "Still Rich") de Junior M.A.F.I.A., onde na adaptação, Kim se juntou a Berner e Wiz Khalifa para a trilha sonora do seriado Empire da FOX. Em 21 de Maio, Kim voltou a se encontrar com a Bady Boy Family para a turnê "Bad Boy Reunion Tour", onde teve como convidado o rapper Desiigner. Em 3 de Julho, Kim viajou a Paris para o desfile de moda da Ralph & Russo junto a Marc Jacobs, e na festa vip do evento, performou várias de suas canções. No dia de seu aniversário em 11 de Julho, Lil' Kim foi uma das privilegiadas a serem homenageadas no Hip Hop Honors da VH1, junto a Missy Elliott, Queen Latifah e Salt-N-Pepa. No evento, Lil Mama, Teyana Taylor e DeJ Loaf deram tributo a Kim performando seus hits como "Crush on You" e "No Time". Antes desse evento acontecer, foi espalhado vários posters de Kim nas metrópoles de Nova York para a divulgação do evento.

## Discografia
| Álbuns de colaboração - 1995: Conspiracy Álbuns de estúdio - 1996: Hard Core - 2000: The Notorious K.I.M. - 2003: La Bella Mafia - 2005: The Naked Truth - 2019: 9 | Complicações - 2006: The Dance Remixes Mixtapes - 2008: Ms. G.O.A.T. - 2011: Black Friday - 2014: Hard Core 2K14 - 2016: Lil Kim Season |

### DVDs
- 2000: Best of Lil' Kim
- 2005: Meaning of Family
- 2006: The Brooklyn Queen
- 2006: Conspiracy: Ten Years Later (Documentário)
- 2007: Famous Street Heat, Vol. 2
- 2012: The Come Up: #Loyalty Is Priceless

## Videografia

### Cinema
| Ano  | Título                                        | Papel           |
| ---- | --------------------------------------------- | --------------- |
| 1997 | Gangstresses                                  | Ela mesma       |
| 1999 | Ela É Demais                                  | Alex            |
| 2000 | Longshot                                      | Ela mesma       |
| 2001 | Zoolander                                     | Ela mesma       |
| 2002 | Juwanna Mann                                  | Tina Parker     |
| 2003 | Those Who Walk in Darkness                    | Soledad O'Roark |
| 2003 | Gang of Roses                                 | Chastity        |
| 2004 | Nora's Hair Salon                             | Ela mesma       |
| 2004 | You Got Served                                | Ela mesma       |
| 2005 | Lil' Pimp                                     | Sweet Chiffon   |
| 2005 | There's a God on the Mic                      | Ela mesma       |
| 2007 | Life After Death: The Movie – Ten Years Later | Ela mesma       |
| 2008 | Superhero Movie                               | Filha de Xavier |
| 2017 | Can't Stop Won't Stop: A Bad Boy Story        | Ela mesma       |

### Vídeo Games
| Ano  | Título                | Papel     |
| ---- | --------------------- | --------- |
| 2004 | Def Jam: Fight for NY | Ela mesma |

### Comerciais
| Ano  | Título                 |
| ---- | ---------------------- |
| 2000 | Super Bowl XXXIV       |
| 2001 | iTunes                 |
| 2001 | MAC Cosmetics          |
| 2003 | AOL                    |
| 2003 | Old Navy               |
| 2009 | Dancing with the Stars |
| 2016 | Hip Hop Honors         |
| 2019 | Girls Cruise           |

### Televisão
| Ano  | Título                                                   | Papel                    | Notas                                               |
| ---- | -------------------------------------------------------- | ------------------------ | --------------------------------------------------- |
| 1999 | V.I.P.                                                   | Combatente da liberdade  | Episódio: "Mao Better Blues"                        |
| 1999 | FANatic                                                  | Ela mesma                |                                                     |
| 2001 | DAG                                                      | Gina Marie               | Episódio: "Guns and Roses"                          |
| 2001 | Moesha                                                   | Diamond                  | Episódio: "Paying the Piper"                        |
| 2001 | Making the Video                                         | Ela mesma                | Episódio: "Lady Marmalade"                          |
| 2003 | American Dreams                                          | Shirley Ellis            | Episódio: "Another Saturday Night"                  |
| 2003 | Ride with Funkmaster Flex                                | Ela mesma                | Episódio: "The Jump-off with Eminem"                |
| 2005 | The Apprentice                                           | Ela mesma                | Episódios: "Crimes of Fashion" e "Bling It On"      |
| 2006 | Lil' Kim: Countdown to Lockdown                          | Ela Mesma                |                                                     |
| 2007 | The Game                                                 | Ela mesma                | Episódios: "Media Blitz"                            |
| 2007 | Boulevard of Broken Dreams                               | Ela mesma                |                                                     |
| 2007 | The Pussycat Dolls Present: The Search for the Next Doll | Ela mesma (Juíza)        |                                                     |
| 2008 | The Pussycat Dolls Present: Girlicious                   | Ela mesma (Juíza)        |                                                     |
| 2009 | Dancing with the Stars                                   | Ela mesma (Participante) |                                                     |
| 2009 | Paris Hilton's My New BFF                                | Ela mesma (Juíza)        | Episódios: "Have My Back"                           |
| 2012 | Pregnant in Heels                                        | Ela mesma                | Episódio: "Rosie's Relationship Retreat"            |
| 2013 | MTV Rapfix                                               | Ela mesma                | Episódio: "Lil' Kim Remembering Biggie in Brooklyn" |
| 2014 | Celebrities Undercover                                   | Jamila                   | Episódio: "Fantasia & Lil' Kim"                     |
| 2014 | David Tutera's CELEBrations                              | Ela mesma (Cliente)      | Episódio: "Queen B's Baby Bash"                     |
| 2016 | Keeping Up with the Kardashians                          | Ela mesma                | Episódio: "A New York Family Affair"                |
| 2017 | Hollywood Medium with Tyler Henry                        | Ela mesma                |                                                     |
| 2018 | Laurieann Gibson: Beyond the Spotlight                   | Ela mesma                | Episódio: "The Bad Girl Behind Bad Boy"             |
| 2019 | The Next Big Thing                                       | Ela mesma                |                                                     |
| 2019 | Girls Cruise                                             | Ela mesma (Diretora)     |                                                     |